# Fritz von Steinaecker

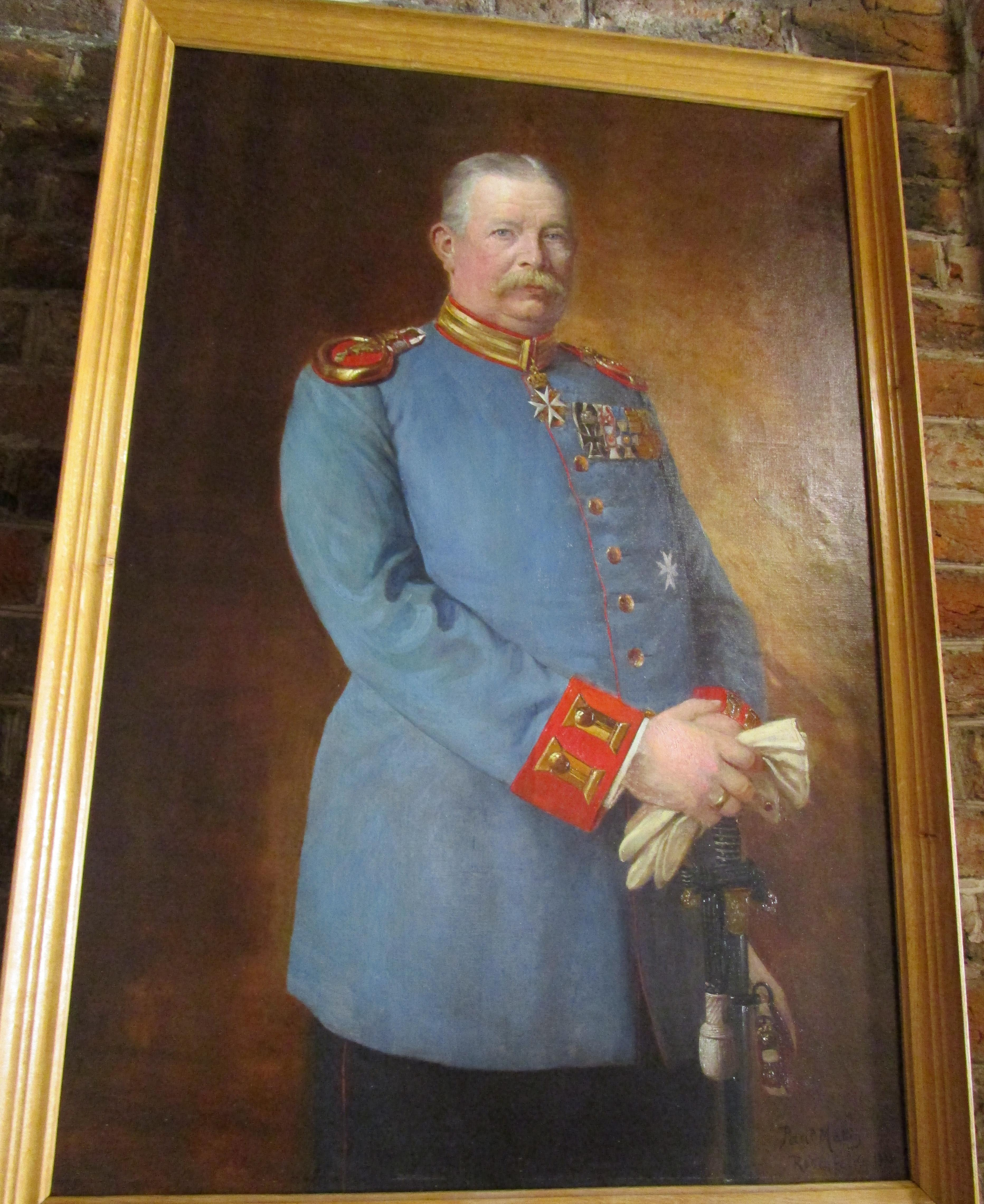
Friedrich von Steinäcker als Generallandschaftsdirektor – Gemälde von Mattig 1913 im Museum Stettin

Karl Friedrich „Fritz“ Freiherr von Steinaecker (* 17. Februar 1849 in Rosenfelde; † 16. April 1918 ebenda) war Rittergutsbesitzer und Mitglied des Deutschen Reichstags.

## Leben

### Herkunft
Seine Eltern waren der Rittergutsbesitzer und Politiker Karl von Steinaecker (1809–1893) und dessen Ehefrau Euphemie, geborene von Eickstedt-Peterswaldt (1823–1862).

### Karriere
Steinaecker erhielt Unterricht im Elternhaus sowie im Pädagogium Putbus und studierte zwei Semester Rechtswissenschaften in Berlin. Am 1. Oktober 1869 trat er in das 1. Garde-Dragoner-Regiment der Preußischen Armee ein, nahm 1870/71 am Krieg gegen Frankreich  und wurde mit dem Eisernen Kreuz II. Klasse ausgezeichnet. 1876 nahm er als Premierleutnant seinen Abschied.
Dann übernahm Steinaecker die im Kreis Greifenhagen gelegenen Güter. Weiter war er Mitglied des Kreisausschusses und des Kreistags sowie Kreisdelegierter. Außerdem war er Mitglied des Provinzialrates, des Provinzialausschusses und des Provinziallandtags der Provinz Pommern. Ab 1896 war er Generallandschaftsrat, von 1910 bis 1918 dann Generallandschaftsdirektor der Pommerschen Landschaft.
Von 1904 bis 1918 war er Mitglied des Preußischen Abgeordnetenhauses. Von 1907 bis 1912 war er Mitglied des Deutschen Reichstags für den Wahlkreis Regierungsbezirk Stettin 3 Randow, Greifenhagen und die Deutschkonservative Partei.

### Familie
Er heiratete am 2. Juni 1880 in Sandow Dorothea Gräfin von Schlieffen (* 1858), Tochter des Rittergutsbesitzers und Mitglieds des Preußischen Herrenhauses Leo Graf von Schlieffen und der Virginie von Schlieffen aus dem Hause Soltikow auf Sandow. Das Paar hatte einen Sohn Karl (1882–1920), preußischer Rittmeister a. D.
Die Familie lebte auf Gut Rosenfelde und in Berlin-Mitte in der Mohrenstraße.
Die Witwe Dorothea von Steinaecker betreute 1921 noch das 862 ha große Rittergut Rosenfelde mit Mühle Hohenbrück und Grundstücken in Liebenow.